# Natmad
Natmad er et måltid der spises sent på aftenen eller i løbet af natten, typisk inden sengetid. Natmad er ofte en mindre anretning, der kan minde om en form for snack, dog typisk bestående af mættende mad. I Danmark er rugbrødsmadder populære, som det kendes fra frokost. Der er ligefrem en anretning af smørrebrød opkaldt efter dens brug som natmad: dyrlægens natmad. Natmad serveres også af nogle udskænkningsstæder som værtshuse og kroer, ligeledes er ofte en del af udvalget hos virksomheder der leverer mad ud af huset til selskaber.
Natmad er også en del af den planlagte diæt før operationer på hospitaler. Region Nordjylland beskriver at der til almindelig faste før operationer serveres "sen natmad", og også ved lang faste indgår natmad.
Ved selskaber kan typiske former for natmad være:
- Smørrebrød eller håndmadder
- Pølsebord
- Suppe
- Hotdogs
- Sandwiches

Frikadeller med kold kartoffelsalat